# Dick Rude
Pour les articles homonymes, voir Rude.
Dick Rude, né le 10 juin 1964 à Santa Monica (Californie), est un réalisateur, acteur et scénariste américain.

## Biographie
Dick Rude est connu pour ses apparitions et ses contributions à de nombreux films d'Alex Cox, dont un rôle principal dans Straight to Hell (1986), film pour lequel il a également écrit le scénario et a contribué à la bande sonore.

## Filmographie partielle

### Comme acteur

#### Au cinéma
- 1983 : Rock 'n' Roll Hotel
- 1984 : La Mort en prime (Repo Man) : Duke
- 1984 : Attention délires ! (The Wild Life) : Eddie
- 1984 : La Nuit de la comète (Night of the Comet) : Stock Boy
- 1986 : Straight to Hell : Willy
- 1986 : Sid et Nancy : Riker's Guard
- 1987 : Walker : Washburn
- 1991 : Tôkyô no kyûjitsu : Johnny Elvis Rotten
- 1992 : Roadside Prophets : Too Free Stooges
- 2005 : The GoodTimesKid : Tough Guy
- 2010 : Straight to Hell Returns : Willy

#### À la télévision
- 1993 : Lolamoviola: Dead Souls (TV) : Man

### Comme réalisateur
- 2001 : Red Hot Chili Peppers: Off the Map (vidéo)
- 2003 : Red Hot Chili Peppers: Greatest Videos (vidéo)
- 2004 : Let's Rock Again! (en)
- 2005 : Independent Lens (série télévisée, 1 épisode)
- 2010 : Quit